# Desmatodon
Desmatodon is een geslacht van uitgestorven diadectide reptiliomorfen. Met fossielen gevonden uit het Kasimovien (Missourien) van het Laat-Carboon van Pennsylvania, Colorado en New Mexico in de Verenigde Staten, is Desmatodon de oudst bekende diadectide. Momenteel worden twee soorten erkend: de typesoort Desmatodon hollandi en de soort Desmatodon hesperis.

## Naamgeving
Het geslacht werd in 1908 benoemd door Ermine Cowles Case. De geslachtsnaam betekent 'schakeltand'. De soortaanduiding eert William Holland, de directeur van het Carnegie Museum. Het holotype werd in 1907 ontdekt door Percy E. Raymund en bestaat uit een stuk bovenkaaksbeen met vier tanden erin.
Desmatodon hesperis werd in 1969 benoemd door Vaughn. De soortaanduiding betekent 'de westelijke'. Het holotype is  UCLA VP 1706, een linkerbovenkaaksbeen.
Overblijfselen van Desmatodon zijn gevonden in de Glenshawformatie van Pennsylvania, de Sangre de Cristoformatie in Colorado, en de Cutlerformatie van New Mexico. Het geslacht is vooral bekend van tanden en delen van schedels.

## Beschrijving
De wangtanden zijn robuust en schopvormig met verschillende knobbels op hun oppervlak. De twee soorten kunnen worden onderscheiden door de verdeling van de tanden in hun kaken; Desmatodon hesperis heeft dicht opeengepakte tanden, terwijl Desmatodon hollandi ver uit elkaar staande tanden heeft. Bij beide soorten is de onderkaak diep en heeft een richel die mogelijk heeft geholpen bij het kauwen van plantaardig materiaal. Sommige exemplaren waarvan wordt gedacht dat ze aan jonge individuen toebehoren, hebben minder, verder uit elkaar staande tanden zonder slijtagefacetten.

## Paleobiologie
Net als de meeste andere diadectiden was Desmatodon een op het land levende herbivoor die vezelrijke planten at. Uitstekende voorste tanden en een groot spijsverteringskanaal hebben het dier mogelijk in staat gesteld om plantaardig materiaal effectief te consumeren en te verteren. Als oudste diadectide is Desmatodon ook het oudste bekende herbivore gewervelde landdier.